# Thomas Stucley

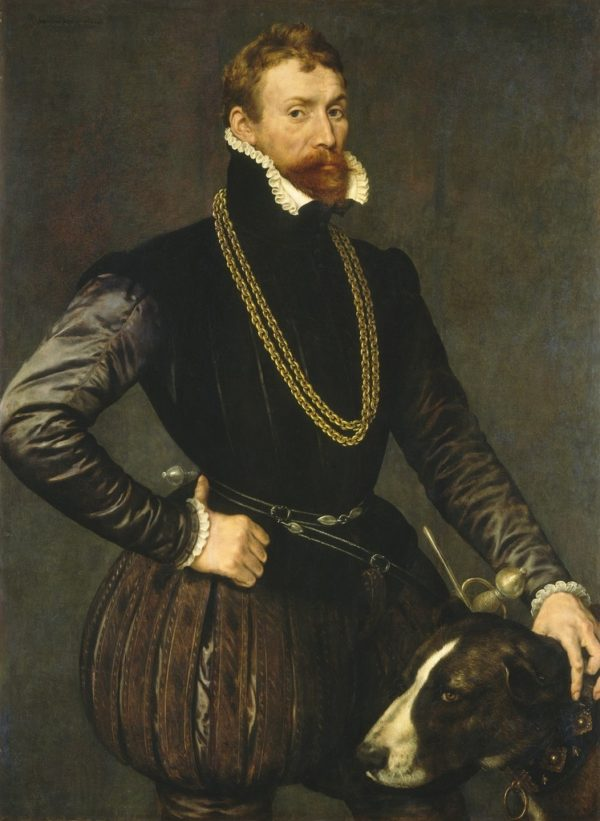
Antonis Mor, Ritratto di Thomas Stucley

Sir Thomas Stucley (o Stukley, Stuckley ecc.; Ilfracombe, 1525 circa – Ksar El Kebir, 4 agosto 1578) è stato un nobile e militare britannico.

## Biografia
Nacque nel castello di Affleton vicino Ilfracombe nel Devon. Era figlio di Hugh Stucley (signore di Affleton e High Sheriff del Devon) e di Jane Pollard (figlia di Lewis Pollard, Justice of the Common Pleas, giudice di pace e membro del parlamento); tuttavia si diceva che fosse figlio illegittimo di Enrico VIII.
Ebbe una gioventù avventurosa militando nell'esercito inglese, partecipando all'assedio di Boulogne (1544). Iniziò poi una vita di avventuriero tra intrighi, debiti, e spionaggio, tra Inghilterra e Francia. Dopo un periodo di carcere fu nelle Fiandre agli ordini di Emanuele Filiberto di Savoia.
Sposò Anne Curtis (nipote del Lord sindaco di Londra Thomas Curtis) per poter cercare di coprire i debiti con la dote. Inseguito dai creditori ritornò da Emanuele Filiberto e partecipò alla  battaglia di San Quintino (1557).
La morte del suocero gli permise di estenguere i debiti. Nel 1563 salpò con  6 navi, una delle quali fornita dalla regina Elisabetta I, per colonizzare la Florida, ma dopo averne visitato le coste preferì dedicarsi alla  pirateria sulle coste atlantiche contro navi mercantili portoghesi, spagnole e francesi. Tornato in Inghilterra fu brevemente arrestato e poi continuò la sua vita tumultuosa.
Nello scontro tra Filippo II e Elisabetta I si schierò dalla parte dei  cattolici e si rifugiò in Spagna e poi a Roma dove ottenne l'appoggio del papa.
Dopo aver combattuto nella battaglia di Lepanto (1571), dove ebbe il comando di 3 galee e si distinse per il suo valore, accompagnò don Giovanni nei Paesi Bassi. Viaggiò poi tra Francia e Spagna. Infine entrò al servizio di Sebastiano I del Portogallo, morendo nella battaglia di Alcazarquivir il 4 agosto 1578, culmine della disastrosa spedizione portoghese in Marocco.